# Драган Кујовић
Драган Кујовић (Миоска, 1948 — Подгорица, 2010) био је црногорски политичар и професор. Обављао је функцију министра за просвету и науку.

## Биографија и каријера
У Колашину је завршио основну школу. Након тога завршио је Беранску гимназију, а дипломирао је на Филозофском факултету у Сарајеву, на смеру Филозофија. Радио је као професор, а након тога био председник скупштине општине Колашин и у више мандата посланик Скупштине Црне. У Скупштини Црне Горе био је председник Одбора за образовање, културу, науку и физичку културу. Био је члан Педагошког савета Црне Горе.
Био је в.д. председник Црне Горе од 19. маја до 22. маја 2003. године. Претходник му је био Филип Вујановић, а наследник Мило Ђукановић.
Истакао се залагањем за независност Црне Горе на референдуму о независности 21. маја 2006. године.
Преминуо је 2010. године у Подгорици, где је и сахрањен, на гробљу Чепурци.